# 武衢
武衢，字廷亨，山東沂水人，明朝官員，同進士出身。

## 生平
成化二十年（1484年）甲辰科進士，初授行人，弘治三年（1490年）十一月實授廣東道監察御史，六年巡按浙江，十一年三月因進言貶雲南通海主簿，弘治十二年（1499年）升任河南杞縣知縣。十六年官至山西汾州知州。